# 4243 Nankivell
4243 Nankivell је астероид главног астероидног појаса. Приближан пречник астероида је 18,08 ,
а средња удаљеност астероида од Сунца износи 3,026 астрономских јединица (АЈ).
Инклинација (нагиб) орбите у односу на раван еклиптике је 9,015 степени, а орбитални период износи 1923,044 дана (5,265 година). Ексцентрицитет орбите астероида износи 0,121.
Апсолутна магнитуда астероида износи 12,60 а геометријски албедо 0,049.
Астероид је откривен 4. априла 1981. године.